# 1978 en Norvège
Chronologie de la Norvège
- 1974
- 1975
- 1976
- 1977
- 1978
- 1979
- 1980
- 1981
- 1982

Cet article présente les faits marquants de l'année 1978 en Norvège ou relatifs à la Norvège.

## Gouvernance
- Olav V est roi de Norvège.
- Odvar Nordli dirige le gouvernement.

## Événements
- Au printemps 1978, la loi sur le libre avortement est votée au Storting.
- 13 septembre : la Chambre de commerce franco-norvégienne organise une "French Week" à Stavanger pour contribuer au renforcement des relations franco-norvégiennes[1].

## Sport
- La saison 1978 du Championnat de Norvège de football était la 16e édition de la première division norvégienne à poule unique, la Tippeligaen. Les 12 clubs jouent les uns contre les autres lors de rencontres disputées en matchs aller et retour.

## Culture
- Hedda Gabler est un film dramatique belge écrit et réalisé par Jan Decorte et sorti en 1978. Le film est le deuxième long métrage de Jan Decorte qu'il a adapté de la pièce Hedda Gabler du dramaturge norvégien Henrik Ibsen.

## Naissances
- Naissance en Norvège en 1978

## Décès
- Décès en Norvège en 1978